# Stig-André Berge
Stig-André Berge (Oslo, 20 luglio 1983) è un lottatore norvegese, vincitore della medaglia di bronzo nella categoria 59 kg (greco-romana) ai Giochi olimpici estivi di Rio de Janeiro 2016.

## Biografia
Ha rappresentato la Norvegia a tre edizioni consecutive dei Giochi olimpici estivi, classificandosi diciottesimo a Pechino 2008, tredicesimo a Londra 2012 e vincendo la medaglia di bronzo a Rio de Janeiro 2016.
Ha ottenuto il suo miglior risultato mondiale ai campionati di Tashkent 2014, dove ha vinto il bronzo nei 59 kg.
Si è ritirato dell'attività agonistica il 4 ottobre 2021, al termine dei mondiali di Oslo 2021, in cui si è piazzato undicesimo.

## Palmarès
- Giochi olimpici

Rio de Janeiro 2016: bronzo nei 59kg.
- Mondiali

Tashkent 2014: bronzo nei 59 kg.
- Europei

Sofia 2007: argento nei 60 kg.
Kaspiysk 2018: argento nei 63 kg.
Bucarest 2019: argento nei 63 kg.
- Campionati nordici

Narwik 2005: bronzo nei 60 kg.
Tampere 2006: argento nei 60 kg.
Tallin 2007: bronzo nei 60 kg.
Kolbotn 2008: argento nei 66 kg.
Oskarshamn 2009: oro nei 60 kg.
Eslöv 2013: oro nei 66 kg.
Turku 2014: oro nei 66 kg.
Bodø 2015: oro nei 66 kg.
Herning 2021: argento nei 63 kg.